# Ally Kennen
Ally Kennen (* 1975 in Somerset) ist eine britische Sängerin und Schriftstellerin.

## Leben
Ally Kennen wuchs auf einer Farm im Exmoor in England auf, wo ihre Eltern im Laufe der Zeit 60 Pflegekinder aufnahmen. Nach ihrer Schulzeit ging sie auf Reisen nach Neuseeland, Amerika und Frankreich und schlug sich mit verschiedenen Jobs durch. Danach studierte sie Archäologie. Mit einem von ihr geschriebenen Song kam sie auf Platz 41 der britischen Charts. Sie tourte mit ihrer Band Way Out West nach Hong Kong, Buenos Aires, und Budapest. Ihr Erstlingswerk Beast entstand im Rahmen eines Schreibseminars, das sie besuchte, als sie schwanger war. Das Buch erregte großes Aufsehen.
Kennen lebt mit ihrem Mann und ihren beiden Kindern in Bristol.

## Werke
- Quarry[1]
- Sparks 2010 (dt. „Wie Großvater ein Wikinger wurde“, Deutscher Taschenbuch Verlag, 2012 / auch als Hörbuch, gelesen von Katharina Thalbach, Audio Verlag, 2012) ISBN 978-3-423-76053-9 und ISBN 978-3-86231-179-8[2]
- Bedlam 2008 (dt. „Verfolgt (Roman)“, Gerstenberg Verlag), ISBN 978-3-8369-5242-2
- Berserk 2007 (dt. „Völlig durchgeknallt (Roman)“, Gerstenberg Verlag)
- Beast 2006 (dt. „Beast (Roman)“, Gerstenberg Verlag)
  - Shortlist Carnegie Medal 2006
  - Empfehlungsliste Gustav-Heinemann-Friedenspreis für Kinder- und Jugendbücher 2008
  - Shortlist Booktrust Teenage Prize 2006
  - Shortlist Branford Boase Award 2007
  - Manchester Book Award 2007
  - Shortlist Bolton Children’s Book Award
  - Buch des Monats (Institut für Jugendliteratur) 6/2007
  - Eule des Monats 3/2007